# フルディア
フルディア（Hurdia）は、約5億年前のカンブリア紀に生息したラディオドンタ類の節足動物の一属。しずく型の大きな甲皮をもつ。バージェス動物群の種をはじめとして、主に北アメリカの複数の化石産地から発見される。

## 名称
学名「Hurdia」はカナダのハード山（Mount Hurd、ヨーホー国立公園のカナダ太平洋鉄道にある廃駅「Leanchoil railway station」から東北方面）に因んでいる。模式種（タイプ種）であるフルディア・ヴィクトリア（Hurdia victoria）の種小名「victoria」の由来は原記載に明記されていないが、おそらく前述ののヨーホー国立公園とバンフ国立公園の間にある山「Mount Victoria」（イギリス女王ヴィクトリアに因んで命名）に由来だと考えられる。中国語は「赫德蝦」（簡体字：赫德虾、ピンイン：Hè dé xiā）と呼ぶ。

## 形態

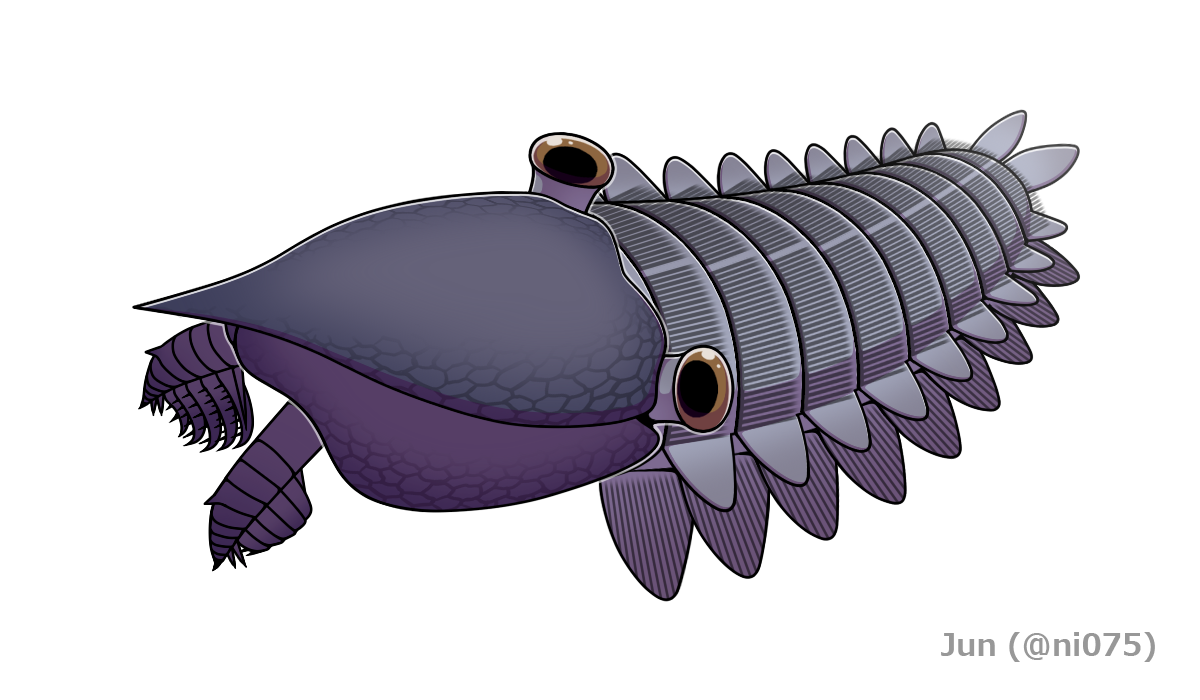
Hurdia victoria の全身復元図
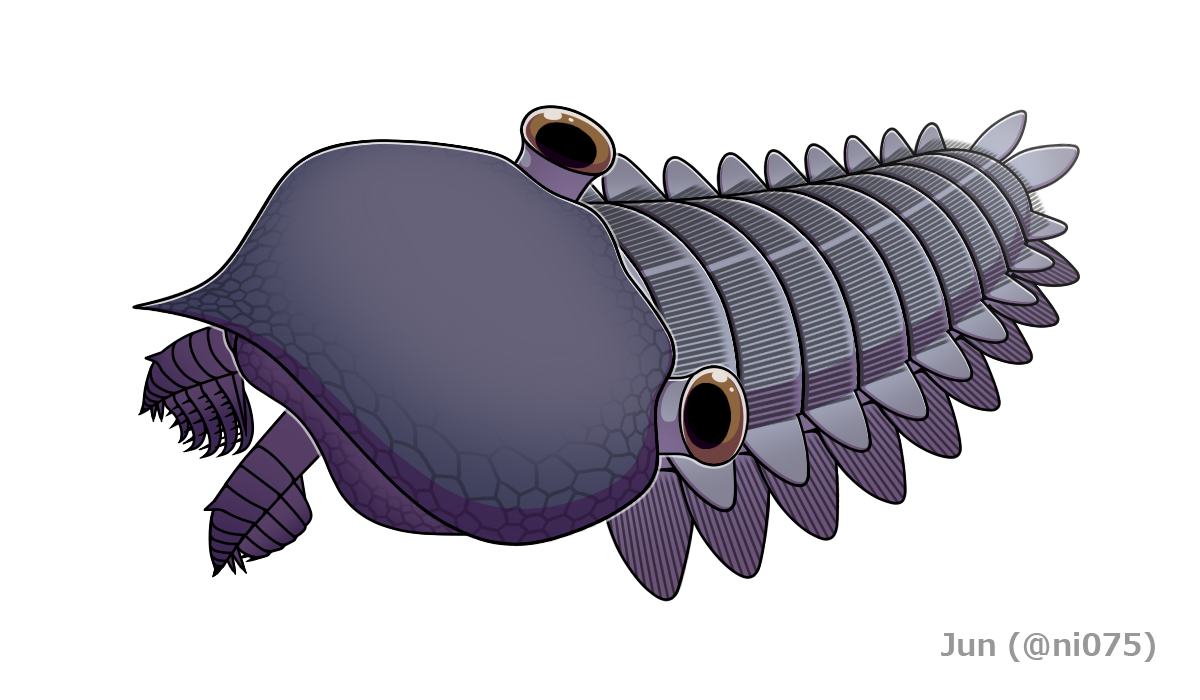
Hurdia triangulata の全身復元図（眼は H. victoria に基づいて推測的に復元されている）

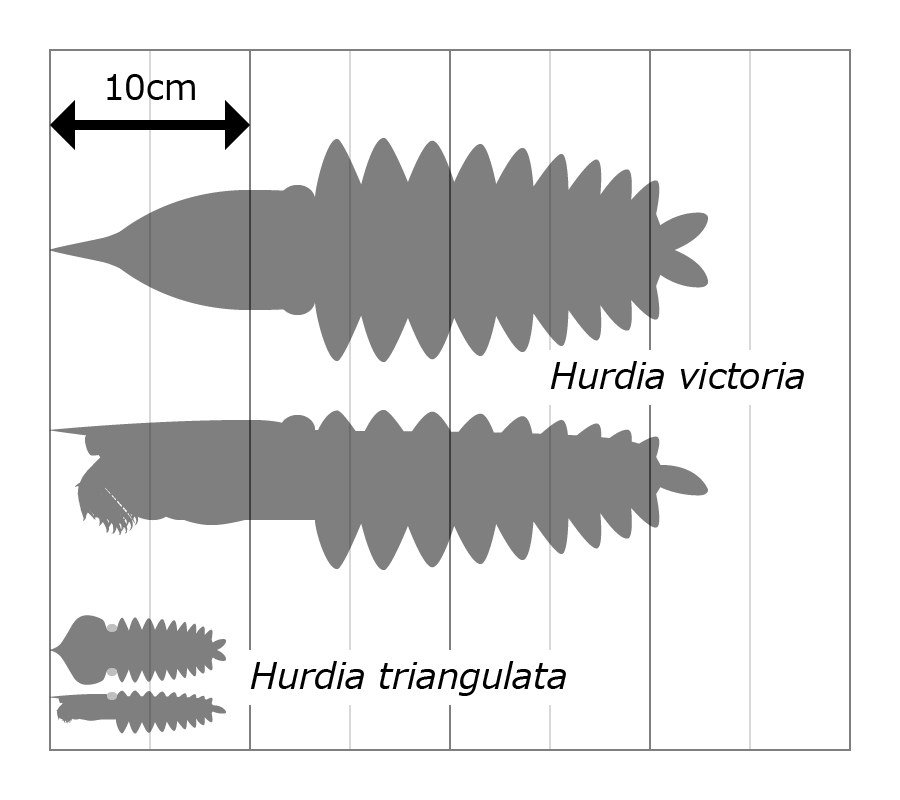
フルディアのサイズ推定図

しずく型の甲皮、短い熊手状の前部付属肢と多重構造の歯が特徴的なラディオドンタ類である。既知最大の全身化石標本は20 cm程度だが、H. victoria の場合、知られる中で単離した最大の甲皮（12.2 cm）化石から本種の最大比率（体長は背側の背甲長の2.5倍）にあわせて換算すると、その体長は最大30 cmにも及ぶ。一方で、H. triangulata は8 cm程度の小型である。数多くの化石標本（Caron & Jackson 2006 時点では96点、Daley et al. 2013 時点では H. victoria 267点、H. triangulata 103点、種未同定標本192点）が知られているが、そのほとんどが硬組織（甲皮・前部付属肢・歯）であり、軟組織や全身を保存した化石は希少である（例えば眼は H. victoria の1つの化石標本 USNM 274155 のみから発見される）。

### 頭部
頭部には3枚の巨大な甲皮、発達した眼、短い熊手状の前部付属肢、および放射状の口器（oral cone）がある。Daley et al. 2009 と Daley et al. 2013 の復元では、全身化石の保存状態に基づいて、甲皮は頭部の正面から突出して内側は大きく空いており、口と前部付属肢はその基部の腹側（胴部の直前）にあると解釈された。しかし Moysiuk & Caron 2019 の再検討によると、これは化石化の過程で変形した結果で、本属はむしろカンブロラスターやペイトイアのように、頭部は大きく甲皮に包まれ、口と前部付属肢は元々その前端近くにあった可能性の方が高い。

#### 甲皮と眼

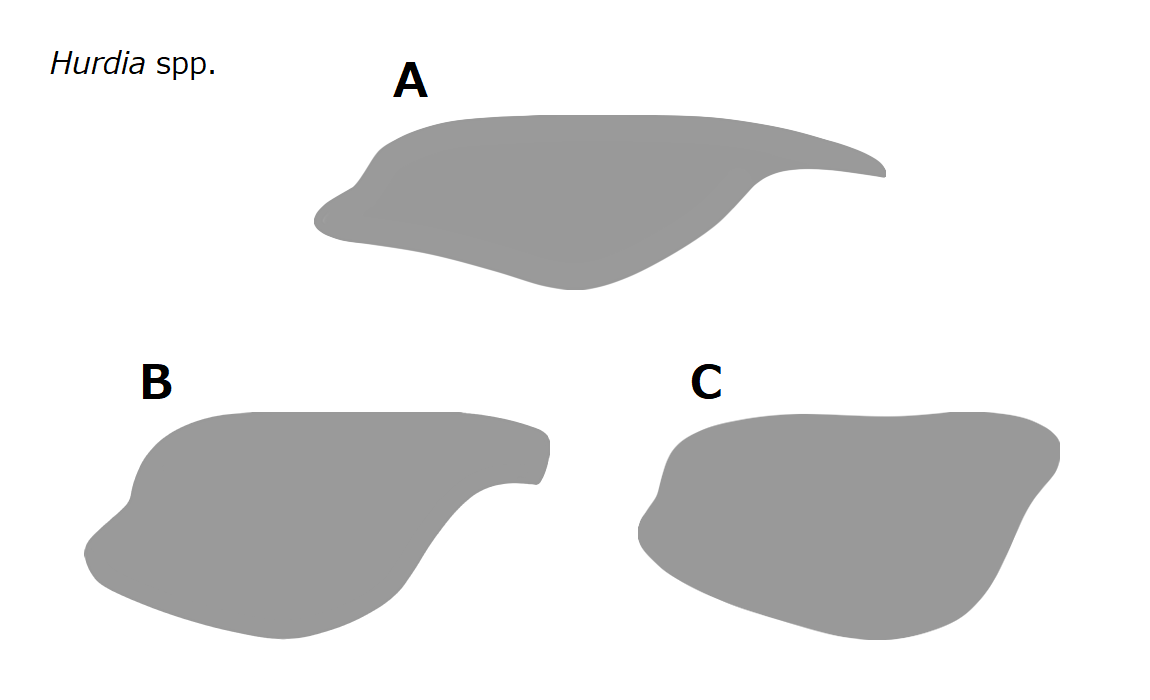
フルディアの左右の甲皮（P-element）のバリエーション

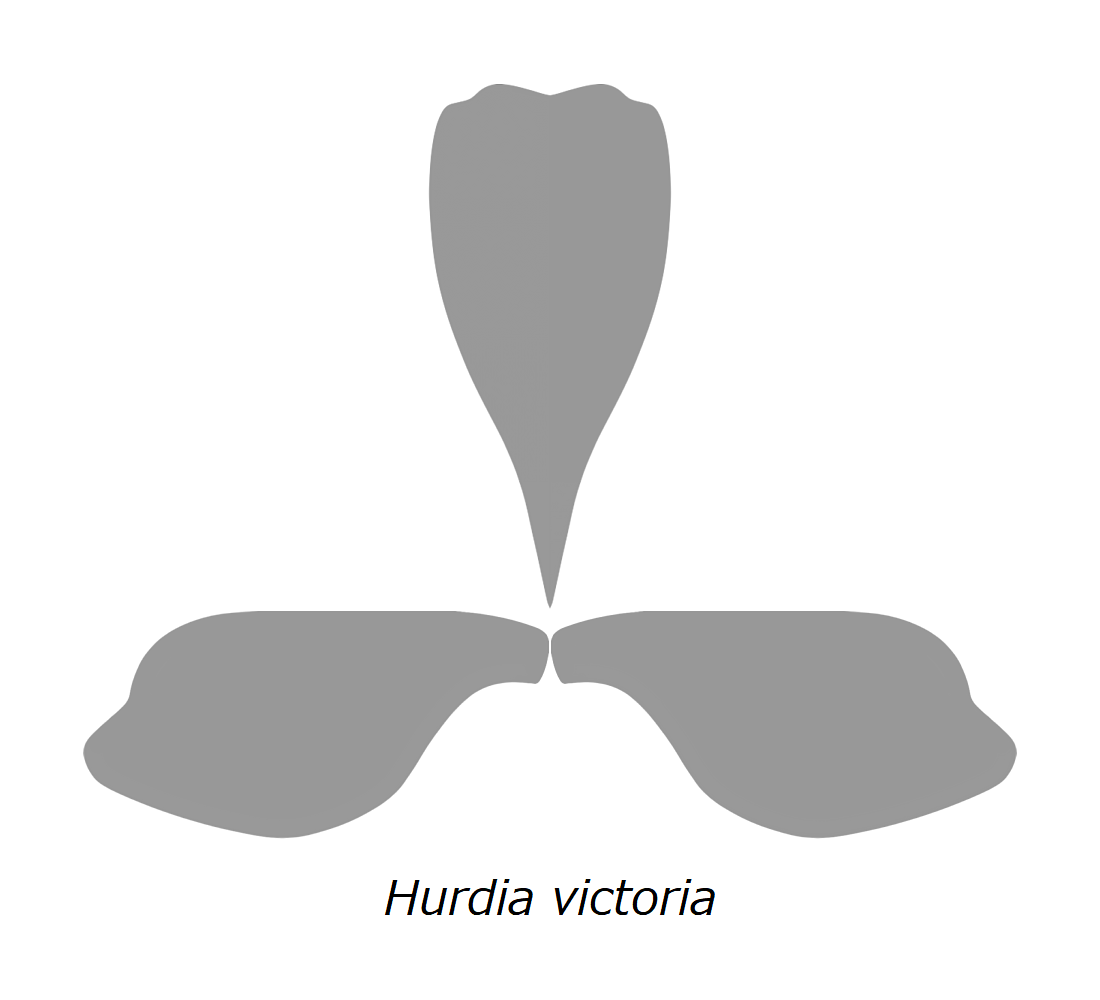
H. victoria の甲皮
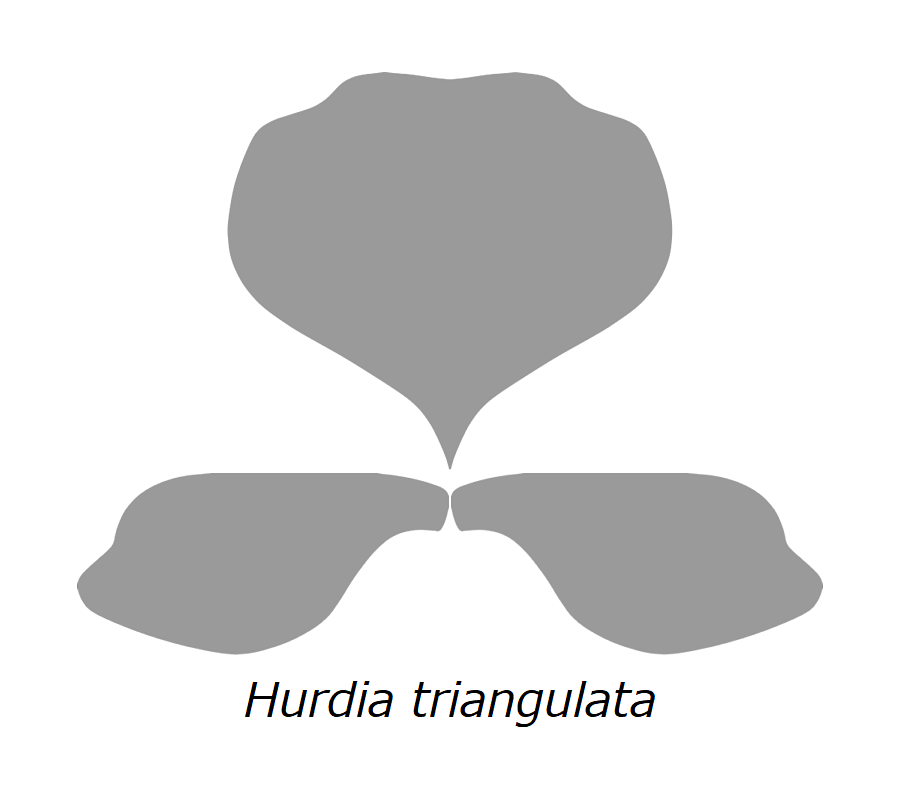
H. triangulata の甲皮

他の多くのフルディア科のラディオドンタ類と同様、頭部を包んだ3枚の甲皮（head sclerite complex）は大きく発達している。甲皮の表面はしばしば網目状の構造体が見られ、背側の甲皮（H-element）はしずく型で体長の3分の1を超えるほど長く、左右の甲皮（P-element）は不規則な形で、個体や化石での保存状態によって形がやや異なった場合がある。左右の甲皮は、くちばしに似た前上方の突出部（beak, P-element neck）を介して連結する。これらの甲皮の後端の境目は、あわせて太い眼柄を囲む窪みとなり、発達した複眼はそこから上向きに突き出している。

#### 前部付属肢
口の前方にある1対の前部付属肢（frontal appendage）は短い熊手状で、柄部直後5節の肢節は、腹側に5本の発達したブレード状の内突起（endite）をもつ。これらの内突起の前縁は、長さが不均一で頑丈な分岐（auxiliary spine）が並んでおり、それぞれの分岐の先端は鉤状に曲がり返す。内突起は内側に向かって湾曲したため、左右の前部付属肢を合わせると、物を囲める籠のような構造になると考えられる。柄部は前に傾いて突き出した針状の内突起が1本ある。残り先端数節の肢節は退化的で、そのうち基部2節は目立たないブレード状の内突起があり、先端の肢節は上向きに湾曲した1本の爪である。

#### 口と歯
「Oral cone」と呼ばれる口器は典型的な十字放射状で、32枚の歯のうち十字方向にある4枚の歯は最も発達していた。開口部の奥には、さらに4セットの鋸歯状の歯が十字方向に配置され、口の奥まで5層ほど繰り返している。このような多重構造は咽頭の歯に由来と思われ、知られるラディオドンタ類の中では本属とカンブロラスターのみに見られる特徴である。

### 胴部
断面は楕円形で、上下に扁平とされる多くのラディオドンタ類とは異なり、フルディアの胴部は分厚い円柱状であったと考えられる。胴部は7から9節の胴節からなり、胴節ごとに鰓と思われる櫛状構造（setal blades）と鰭（ひれ、flaps, lobes）が対になって配置される。Setal blades は胴節の大部分を覆うほど発達だが、鰭は丸みを帯びた三角形で胴節の横幅より短く、表面には平行の脈（strengthening rays, veins）が密生している。後方の胴節ほど幅狭くなるが、カンブロラスターやペイトイアに比べると前後の幅の変化は控えめ目である。尾部には1対小さなの尾鰭（fluke）でできた尾扇（tail fan）がある。胴部の前端、いわゆる頭部に覆われる「首」の部分には3-4対の退化的な setal blade をもつが、正確の配置や（他のラディオドンタ類に見られる）退化的な鰭と共に並んでいるかは不明。
Daley et al. 2009 と Daley et al. 2013 による復元では、鰭はほぼ垂直で胴節ごとに1対のみあり、setal blades がその外縁に沿って繋がると解釈された。しかし Van Roy et al. 2015 の再検討以降では、setal blade はむしろ他のラディオドンタ類のように各胴節の背側を覆い、エーギロカシスとペイトイアのように胴節ごとに背腹2対の鰭をもつことが判明した。

## 生態

フルディアの前部付属肢の可動域と動作予想

他の多くのフルディア科のラディオドンタ類と同様、フルディアは堆積物を篩い分ける底生生物食者（sediment sifter）であり、熊手状の前部付属肢で海底の堆積物からあらゆる底生生物を篩い分けて捕食したと考えられる。柔軟な遊泳性動物を主食にしたとされるアノマロカリス科やアンプレクトベルア科の種類とは異なり、フルディアはペイトイアと同様、両手のように機能した前部付属肢と発達した歯により、硬質の底生性動物を捕食できたと考えられる。ただしペイトイアに比べて、フルディアの前部付属肢はより貧弱で節間膜も幅狭かった（可動域は相対的に低かった）ため、やや小型（直径2 - 5センチメートル程度）の餌を主食にしたと考えられる。巨大な甲皮は、海底の獲物を逃がさずに上から覆いかぶさり、前部付属肢と併せて獲物を確保するのに用いられたと考えられる。
他の多くのフルディア科の種類に似て、フルディアは丈夫な体型と短い鰭をもつため、穏やかに遊泳し、機動性は発達した鰭をもつ種類（ペイトイア、アノマロカリス科とアンプレクトベルア科）より低かったと考えられる。なお、フルディアの甲皮は種ごとに形が大きく異なり、H. victoria の甲皮は外洋性の濾過摂食者とされるエーギロカシスのように横幅が狭く、H. triangulata の甲皮は遊泳底生性（底生性に近い遊泳性）とされるカンブロラスターのように横幅が広い。この特徴を踏まえて、フルディアの中で H. victoria はより外洋性、H. triangulata はより底生遊泳性に適したという説が提唱された。しかしフルディアの前部付属肢はどの種も前述の通り、堆積物から餌を摂るのに適した形であるため、フルディアはどの種も遊泳底生性で、甲皮の形の分化はむしろ別の要因に関与するではないかという説もある。

## 分布
北アメリカを中心として、フルディアは3つの大陸に及ぶほど広い分布域をもつとされる。本属の中で、H. victoria と H. triangulata は2種ともカナダブリティッシュコロンビア州のバージェス頁岩（バージェス動物群、ウリューアン期、約5億1,000万 - 5億500万年前）で化石標本が見つかり、特に前者の分布域はアメリカユタ州の Spence Shale までにも及ぶ。その他、中国湖北省の Qingjiang biota（カンブリア紀第三期、約5億1,800万年前）、アメリカネバダ州の Pioche Shale（カンブリア紀第四期）とユタ州の Wheeler Shale、およびチェコの Jince Formation（ドラミアン期、Chlupáč & Kordule 2002 による Proboscicaris hospes、Sun et al. 2020 で Hurdia hospes と表記される）にも本属由来の化石標本が発見されている。
不確実の記録まで範囲を広げると、中国湖北省の Shuijingtuo Formation（カンブリア紀第三期、Cui & Huo 1990 による Huangshandongia yichangensi と Liantuoia inflasa）とモロッコの Fezouata Formation（オルドビス紀前期、約4億8,800万 - 4億7,200万年前）からにも、本属由来の可能性をもつ甲皮の化石標本が発見される。また、本属は一時期ではアメリカユタ州の Wheeler Shale と Marjum Formation（カンブリア紀ドラミアン期）に分布する未命名種があるとされてきたが、該当する化石標本はいずれも後に別属（ブッカスピネア）の種として区別されるようになった。

## 分類
ラディオドンタ類の中で、フルディアはフルディア科（Hurdiidae）の模式属（タイプ属）である。2010年代後期以降の系統解析によると、本科の中でフルディアはスタンレイカリスやペイトイアなどより派生的で、カンブロラスターやコーダティカリスなどより基盤的だとされる。

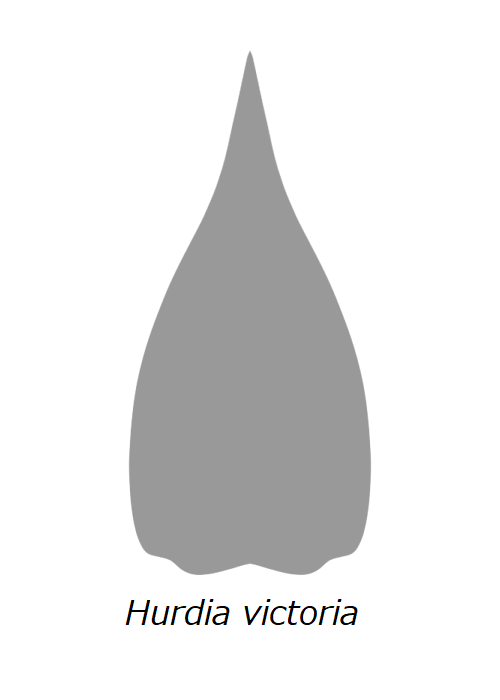
H. victoria の背側の甲皮
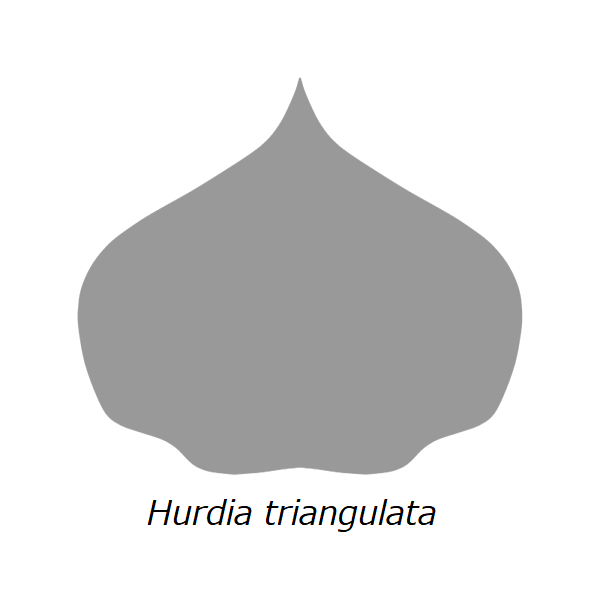
H. triangulata の背側の甲皮

フルディア（フルディア属 Hurdia）の中で正式に命名をなされ、独立種として広く認められるのは以下の2種のみである。この2種はほとんどの特徴が共通しており、背側の甲皮（H-element）のみ明確に異なる。
- Hurdia victoria Walcott, 1912（フルディア・ヴィクトリア[5]）

本属の模式種（タイプ種）。H. triangulata に比べて、本種の背側の甲皮は横幅が狭い。
- Hurdia triangulata Walcott, 1912（フルディア・トライアングラタ）

H. victoria に比べて、本種の背側の甲皮は横幅が広い。
研究段階の2013年から2020年にかけて本属の未命名種と同定された化石標本 UU18056.34 と BPM 1108 は、正式の命名をなされる Pates et al. 2021 では別属であるブッカスピネア（Buccaspinea）の種 Buccaspinea cooperi として区別されるようになった。

## 発見史
同じくバージェス動物群のラディオドンタ類であるアノマロカリスやペイトイアと同様、フルディアも複雑な発見史をもつ。1910年代の発見をはじめとして体の各部位は長らく無関係の別生物と思われ、ラディオドンタ類として全身が判明したのは2009年以降である（これは1980年代で全身を判明したアノマロカリスとペイトイアに比べると30年ほど遅れている）。それ以降でも他のラディオドンタ類との構造の混同を判明し、いくつかの特徴の復元を更新され続けていた。

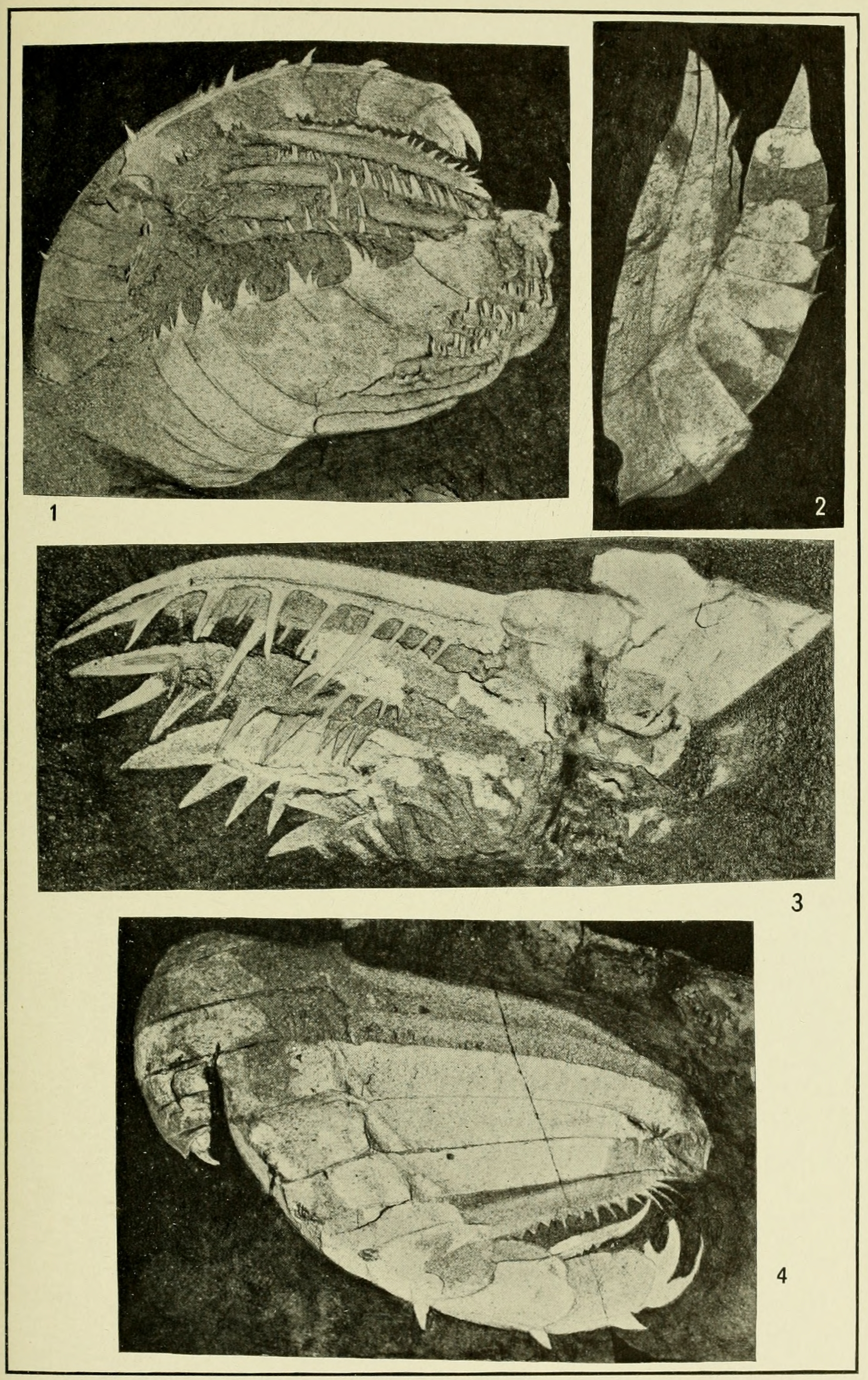
Walcott 1911a によるペイトイア（右上、2）、フルディア（中央、3）、および未命名種 cf. Peytoia（左上と下、1と4）の前部付属肢の化石標本。これらは当時では全てがシドネイア由来の付属肢と誤解釈された。

最初期に見つかったのは単離した背側の甲皮（H-element）と前部付属肢で、前者は Walcott 1912 によって所属不明の節足動物の背甲と考えられて「フルディア」（Hurdia）と命名された。この学名は、全身が解明される以降の本属全体を示すものとなる。前部付属肢と歯（oral cone）は直前の Walcott 1911a に記載されたが、当時は両方ともペイトイアのものとの区別がなされておらず、前部付属肢はシドネイア由来の付属肢と誤解され、歯はクラゲと考えられて「ペイトイア」（Peytoia）に含まれた。一方で、左右の甲皮「P-element」はパーヴァンティア（Pahvantia）のものとの区別がなされておらず、共に Rolfe 1962 でコノハエビ類の背甲と解釈され、「プロボシカリス」（Proboscicaris）としてまとめられた。本属の単離した胴部は Whittington & Briggs 1985 でラディオドンタ類として記載されていたが、当時ではアノマロカリスに含まれたペイトイア（=ラガニア Laggania）由来と解釈された。
こうしてフルディアは1世紀ほども体の各部位が別生物扱いされてきたが、Daley et al. 2009 でようやく全身化石が正式に記載をなされ、アノマロカリスやペイトイアとは別のラディオドンタ類であることが解明された。しかしこの時点では、他のラディオドンタ類のものと混同される部分（前部付属肢・歯・左右の甲皮）がまだ残っている。Daley & Bergström 2012 では、本属の口にある多重構造はペイトイアとアノマロカリスに見当たらない特徴だと判明した。Daley et al. 2013 では、百点以上の化石標本を分析され、Daley et al. 2009 の復元をほぼ踏襲されつつも、ペイトイアと本属の前部付属肢が区別されるようになった。Van Roy et al. 2015 では、本属の各胴節は背側に退化的な鰭があると示された。Daley et al. 2013 に本属由来と見なされた一部の左右の甲皮は、Lerosey-Aubril & Pates 2018 でパーヴァンティア由来だと判明した。